# Войны Империй
«Войны Империй» — браузерная MMORTS (онлайновая стратегия в реальном времени), в которой игроку предлагается построить собственную империю, воюя, развивая экономику и лидера империи. Графика в игре построена на технологии flash. Графический движок позволяет выдавать картинку в высокой детализации.

## Описание
В игре представлены на выбор четыре цивилизации: Китай, Египет, Рим и Персия. У каждой из них свои бонусы — это производство определённых ресурсов, способности армий и свои уникальные воины: у Персии — боевые слоны, у Рима — гладиаторы, у Египта — колесницы, у Китая — лучник чу-ко-ну.
Помимо них есть множество второстепенных народов, которые населяют игровую карту — османцы, аварцы, готы, скифы, фригийцы и т. д., в том числе и русские. Графически расы соответствуют исторической действительности.
Все сражения происходят в реальном времени. Механика рассчитана больше на PvP — сражения между игроками (битвы за столицу, грабежи, командные сражения против монстров и встречные бои между игроками). Помимо этого игре есть множество заданий и миссий.
Своей концепцией проект напоминает одновременно такие компьютерные игры как «Эпоха Империй» и «Цивилизация». «Войны Империй» объединили в себе элементы механик из этих игр с возможностью сражений с тысячами пользователей и современной графикой. Каждая из четырёх рас может пройти пять эпох, что означает, что в игре представлено 20 разных графических представлений зданий и городов.
В игре есть разные пути развития: экспансия, завоевания или экономическое превосходство. По мере развития игрок переходит в новые эпохи, где ему становятся доступны новые технологии, войска и задания.

## Геймплей

Атака замка

Скриншот из игры

Окно персонажа

Игра состоит из нескольких основных составляющих: менеджмент городов, находящихся под управлением игрока, осваивание окружающей территории, экипировка и прокачка главного персонажа, менеджмент армии и собственно сражения. Весь игровой процесс происходит в реальном времени. Разные действия требуют определённого времени для завершения, например, постройка новых зданий, изучение новых технологий и т. п.
Сражения проходят на отдельных картах и по своей механике аналогичны классическим RTS. Войска игрока должны уничтожить противников и разрушить его укрепления по мере необходимости используя манёвры, особенности ландшафта и другие тактические уловки или просто подавить числом.

### Начало игры
В самом начале игроку предстоит выбрать империю, которую он должен привести к мировому господству. В игре их четыре: Рим, Египет, Китай и Персия. В зависимости от слаженности действий игроков, сражающихся за ту или иную империю, меняется степень её глобального могущества в игре. То есть каждый игрок сражается не только сам за себя, но ещё и представляет интересы своего народа.
Верховную власть над расой в игре представляет некий Верховный Правитель (не игрок), которому подчиняются все остальные правители — императоры (игроки). После выбора стороны игроку в роли императора предстоит пройти ряд обучающих миссий, которые научат его основам игры, а также дадут стартовый капитал: небольшое поселение и земли, местную валюту и несколько артефактов, а также альтер эго — главного героя, который является сильной боевой единицей, обладает рядом специальных навыков и способностью вести в бой армию игрока. По мере развития поселение превратится в укреплённый город, герой — в мощного воина, а также увеличится размер, степень подготовленности и оснащённости армии.

### Отличия и бонусы игровых рас
Каждая раса отличается от других не только дизайном городов и боевых единиц, но и обладает уникальными бонусами.
Рим — ...
Персия — бонус к производству камня, усиленная атака войск, бонус торговли.
Специальные боевые единицы: Боевые слоны и Ассасины.
Китай — бонус к производству еды, усиленная защита войск, быстрое строительство города.
Специальные боевые единицы: Мангудаи и Лучники Чу Ко Ну.
Египет — бонус к производству металла, усиленные военные машины, быстрое изучение умений.
Специальные боевые единицы: Колесницы и Стражи Анубиса.

## Локализация
16 сентября 2013 года компания Snail Games Russia, которая является представителем китайской компании Snail в России, опубликовало письмо к российским игрокам, в котором сообщила, что прекращает сотрудничество с Mental Games LLC.
8 апреля 2025 года создатели игры не продлили домен игры и Snail Games в России. Игра по факту закрыта.